# Папп, Берталан
Берталан Папп (венг. Papp Bertalan; 7 сентября 1913 — 8 августа 1992) — венгерский фехтовальщик, олимпийский чемпион.
Берталан Папп родился в 1913 году в Тисафёльдваре. Он рано потерял родителей: мать умерла в 1918 году, отец — в 1921. С 1932 по 1936 годы Папп изучал право в Сегедском университете.
В 1939 году Берталан Папп пошёл на военную службу, одновременно с этим началась его спортивная карьера. В 1944, 1946, 1947, 1948, 1949 и 1951 годах он становился чемпионом Венгрии, в 1948 и 1952 годах становился олимпийским чемпионом, в 1953 и 1954 — чемпионом мира.